# Jean Tenant
 (janvier 2012).
Jean Tenant est un écrivain français, né le 8 octobre 1885 à Rive-de-Gier et mort le 30 janvier 1986 à Saint-Étienne.

## Biographie
Poète et critique littéraire, très attaché à son Forez natal, il participe longtemps aux activités artistiques et littéraires de la ville de Saint-Étienne, écrivant dans les revues locales comme Reflets foréziens, fondée en 1949, Le Mémorial de Saint-Étienne, Les Amis du vieux Saint-Étienne ou Les Amitiés foréziennes et vellaves. Ami de René Martineau, il publia des poésies dans Le Divan.
Il a reçu la Francisque.

## Œuvres
- La Bonne tâche, poèmes et stances, Éditions du Divan (Coulonges-sur-l'Autize), 1918.
- Pierre Varillon, essayiste et romancier (Grenoble).
- Sous le balcon de Prudent-Modérat, Le Rouge et le Noir (Paris), 1930 - recueil d'études consacrées notamment à Léon Bloy, Tristan Corbière, Jean-Marc Bernard, Maurras, Léon Daudet, René Benjamin, Bernanos, Anna de Noailles.
- Notre voisin Henri Pourrat, conférence donnée au Cercle franco-étranger de Saint-Étienne le 17 février 1937.
- Dans la douleur et dans l'espérance, imprimerie Théolier (Saint-Étienne), 1940.
- Notre ami Benjamin, Dumas (Paris) , 1945.
- Le Flambeau vivant (Montréal), 1951.
- La Lumière et la paix (Saint-Étienne, 1978), prix Auguste-Capdeville de l'Académie française en 1979.
- Préface des œuvres de Cécile Sauvage, Mercure de France, 1929.